# Федорейко Валерій Степанович
Валерій Степанович Федорейко (нар. 8 червня 1954, с. Сидорів, Тернопільська область) — український науковець, громадсько-політичний діяч. Брат Анатолія Федорейка. Доктор технічних наук (2004), професор (2005), дійсний член Академії економічних наук України (2006). 

## Життєпис
Валерій Федорейко народився 8 червня 1954 року в селі Сидорові, нині Гусятинської громади Чортківського району Тернопільської области у вчительській сім'ї.
Закінчив Українську сільськогогосподарську академію (1976; нині національний університет біоресурсів і природокористування; спеціальність — інженер-енергетик). Працював старшим інженером, молодшим та старшим науковим співробітником відділу застосування електроенергії (1976—1989), керівником спільних українсько-литовських науково-технічної проєктів у галузі автоматизиції виробничих процесів, що реалізовувалися в Україні, Литві, Латвії, Білорусі (1984—1989).
З 1989 року — завідувач катедри машинознавства та комп’ютерної інженерії Тернопільського національного педагогічного університету імені Володимира Гнатюка.
З 1991 року — директор науково-дослідного підприємства «ТЕРРА» (Тернопіль-регіон-автоматика) за сумісництвом.
З 1998 року — керівник науково-дослідної лабораторії «Енергетичний менеджмент» при ТНПУ, яка реалізувала у виробництво понад 50 науково-технічних розробок.
З 2008 року — з ініціативи професора В. Федорейка в ТНПУ функціонує аспірантура за спеціальністю 05.09.03 — електротехнічні комплекси та системи.
У 2016 році Валерія Федорейка обрано головою Громадської ради при Тернопільській облдержадміністрації та членом колегії облдержадміністрації.

## Наукова діяльність
Є автором:
- 200 наукових праць та винаходів, в тому числі першої в Україні наукової монографії «Енергозбереження в АПК» (2001 p.),
- посібників «Комп'ютерне моделювання установок і технологічних процесів» (2006) та «Інтелектуальні технології управління та прийняття рішень» (2008);
- лабораторних практикумів «Електротехніка» (1999) та «Автоматизація технологічних процесів» (2005);
- наукових монографій:
  - «Інноваційна політика» (2012),
  - «Наративи з проблем формування інституційних засад Економічної конституції України» (2013),
  - «Повний регіональний господарський розрахунок — шлях підвищення ефективності територіальної одиниці забезпечення її сталого розвитку» (2013),
- *«Інноваційні засади формування концепції комплексної науково-технічної програми: «Нова економіка Тернопільської області» (2014).

Публікації
- Підвищення енергоефективності біотеплогенератора шляхом раціонального дозування компонентів горінням / [Федорейко В. С., Загородній Р. І., Луцик І. Б., Іскерський І. С.] // Науковий вісник Національного гірничого університету. — 2014. — № 4. — С. 27–32.
- Використання термоелектричних модулів у теплогенераторних когенераційних системах / [Федорейко В. С., Загородній Р. І., Луцик І. Б., Рутило М. І.] // Науковий вісник Національного гірничого університету. — 2014. — № 6. — С. 111–116.
- Автономне енергозабезпечення об’єктів господарювання на основі біотвертооксидних паливних систем / [Федорейко В. С., Бешта О. С., Пальчик А. О., Бурега Н. В.] // Науковий вісник національного гірничого університету. — 2015. — №2. — С. 67–73.
- Федорейко В.С., Рутило М.І., Луцик І.Б., Загородній Р.І. Моделювання електрогенеруючого блоку когенераційної системи теплогенератора // Науковий вісник Національного гірничого університету. — Дніпропетровськ : НГУ, 2017. — № 2. — С. 87–92.
- Федорейко В. С. Дослідження енергетичних параметрів термоелектричних модулів засобами моделювання / В. С. Федорейко, М. І. Рутило, І. Б. Луцик, Р. І. Загородній // Проблеми сучасної енергетики і автоматики в системі природокористування (теорія, практика, історія, освіта): матеріали міжн.науково-технічної конференції (м. Київ, 10-14 травня 2016 р). — Київ: НУБіП, 2016. С.31-33
- Федорейко В.С., Іскерський І.С, Загородній Р.І. Дослідження теплових викидів біотеплогенератора зернової сушки // Науковий вісник Національного університету біоресурсів і природокористування  України. Серія "Техніка та енергетика АПК" /редкол. С.М. Ніколаєнко (відп. ред.) та ін. — К.: НУБіП України. — 2017. — Вип. 268. C — 22–28.
- Beshta O., Fedoreyko V., Palchyk A., Burega N. Independent power supply of menage obyects based on biosolid oxide fuel systems // Power engineering, control & information technologies. —CRC Press is an imprint of the Taylor & Francis Group, an informa business.– Boca Raton, London, New York, Leiden, 2015. P. 33-39.
- Fedoreyko V. Computer analysis of photobiological utilizer parameters of solid oxide fuel cells emissions / O. Beshta, V. Fedoreyko, N. Burega, A. Palchyk // Power Engineering and Information Technologies in Technical Objects Control: 2016 Annual Proceedings — London: Taulor & Francis Group, 2016. — (CRC Press). — С. 300.
- Патент 115229 UA, МПК (2017.01) A01G 33/00, C12N 1/02. Спосіб промислового вирощування мікроводоростей шляхом утилізації діоксиду вуглецю / Федорейко В.С., Бурега Н.В., Пальчик А.О., Іскерський І.С., Балябас В.Т. № u201610396: заявлено. 12.10. 2016; опубліковано 10.04.2017, Бюл. № 7 / 2017.

Член спеціалізованих докторських вчених рад в Національному університеті біоресурсів і природокористування, Тернопільському національному педагогічному університеті та Тернопільському національному технічному університеті. Експерт секції Міністерства освіти і науки України за фаховим напрямом «Енергетика».
Академік академії економічних наук України.

## Родина
Одружений, з дружиною Іриною (лікар-анестезіолог) виховують двох доньок і сина.

## Нагороди та відзнаки
- орден «За заслуги» II ступеня (2025)[1];
- орден «За заслуги» III ступеня (2017)[2];
- відзнака Тернопільської міської ради (2013)[3];
- лауреат всеукраїнської премії в галузі науки і техніки імені Івана Пулюя (2004);
- орден Святого Миколая та Святого Юрія Переможця
- Подяка Президента України;
- грамоти Тернопільської облдержадміністрації та обласної ради.